# Stazione di Fiumefreddo Bruzio
La stazione di Fiumefreddo Bruzio è una stazione ferroviaria posta sulla linea Battipaglia-Reggio Calabria. Serve il centro abitato di Fiumefreddo Bruzio.

## Strutture e impianti
La stazione dispone di 2 binari. Le banchine laterali sono accessibili attraverso due scale poste ai due lati della stazione in Via Trento e in Via del Mare.

## Movimento
La stazione era servita dai treni della oramai soppressa relazione lenta Paola - Reggio Calabria Centrale. Al momento è senza traffico.

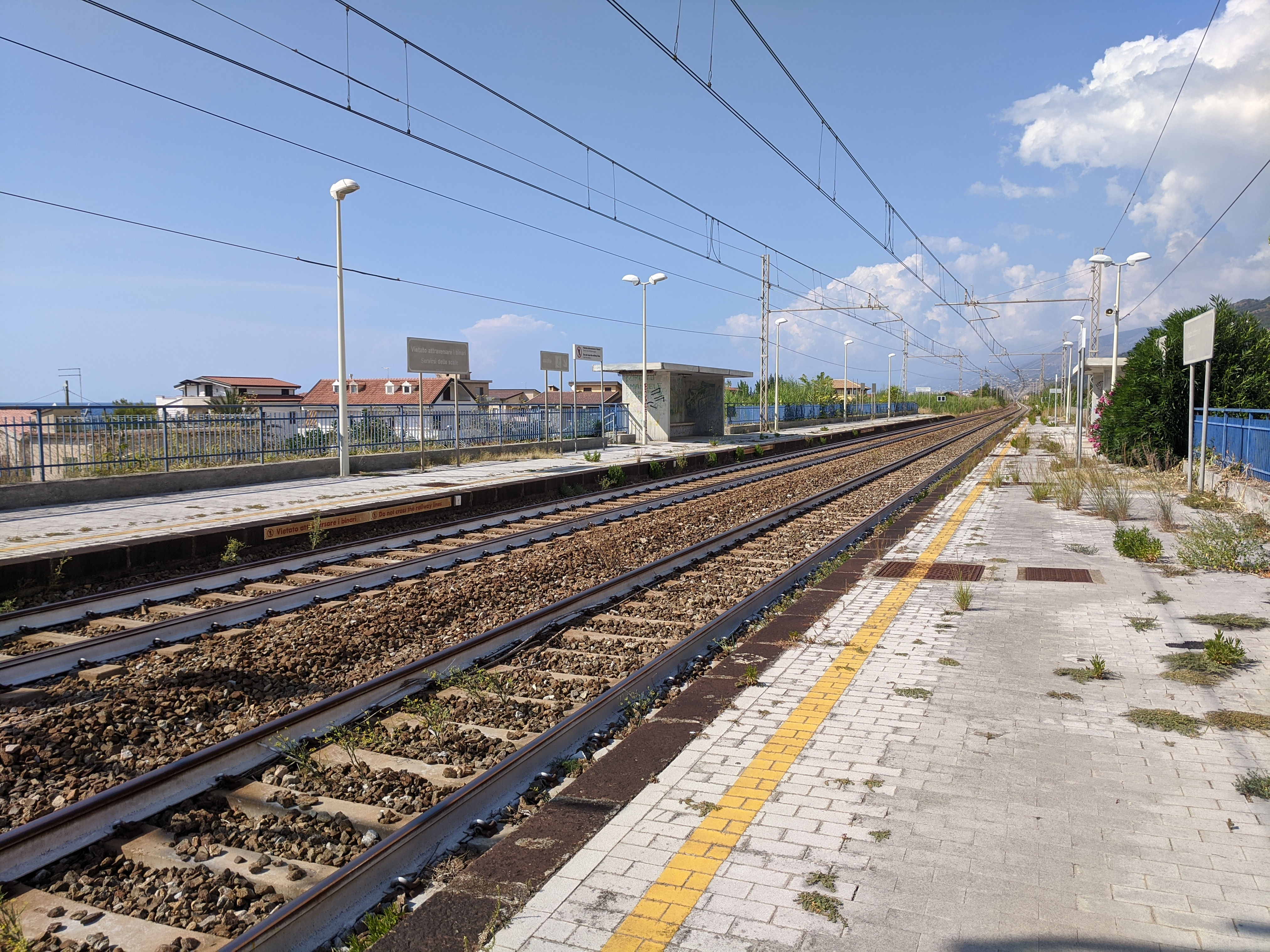
Vista binari